# Gribbylund

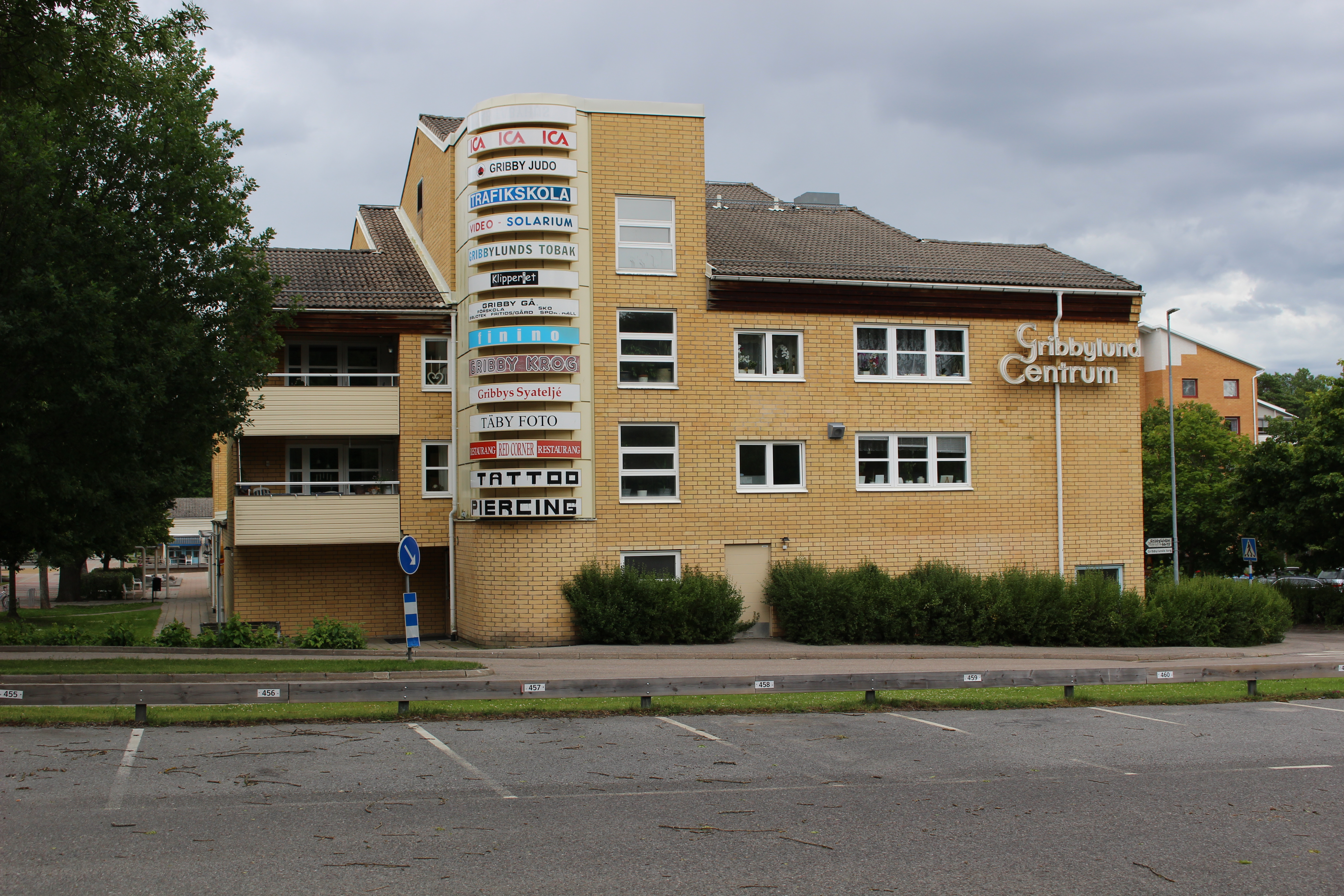
Gribbylunds centrum.

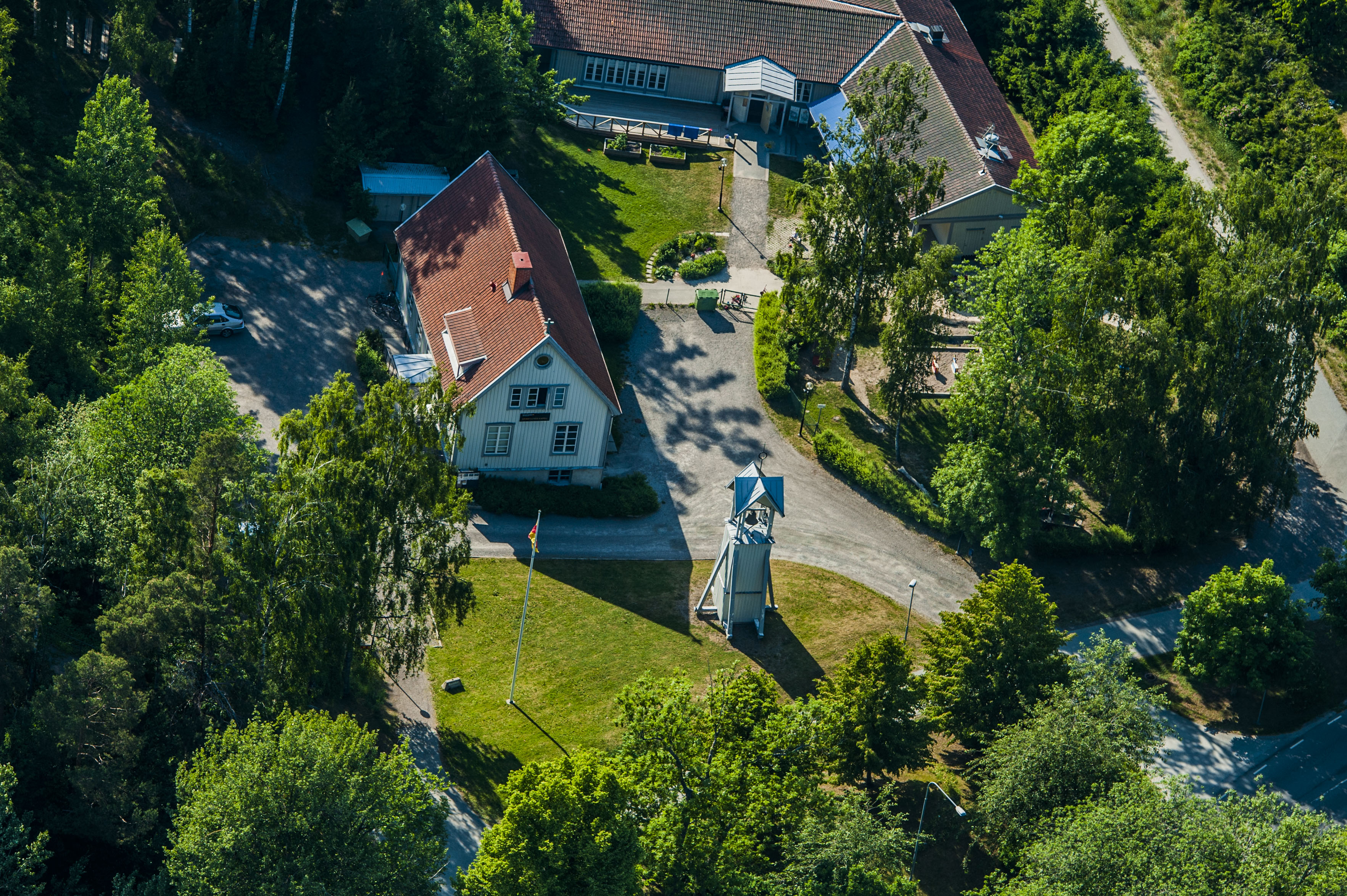
Gribbylunds kapell.

Gribbylund är en stadsdel Täby kommun, Stockholms län. Den avgränsas i norr av Löttingelund, i öster av Rönningesjön, i söder av Viggbyholm och i väster av Ensta och Tibble.
Området domineras idag av småhusbebyggelse med en stor andel småbarnsföräldrar. En mindre centrumanläggning finns även sedan mitten av 1980-talet. Lägenheterna runt om centrum tillhör BRF Spegelbacken eller BRF Fållbänken 1 .  2012 hade planområdet Gribbylund-Löttingelund 8.794 invånare, varav 20,5 % med utländsk bakgrund.

## Historia
Gribbylund är en del av en mycket gammal bygd i Täby kommun. Namnet Gribbylund är hämtat från den förr mycket betydande gården Gribby Gård (namnet Gribbylund har dock mycket gamla anor), som med sina stora ägor var en av Täbys största. Trakterna kring Gribbylund är dock mycket fattiga på äldre fornminnen och detta har sin främsta orsak i att Gribbylund länge legat under vatten. Det finns dock fornminnen i området men dessa är koncentrerade till högre belägna platser såsom Löttingelund och Rönninge by.
Gribbylunds gård inköptes redan 1919 av Gribbylunds kristna egnahemsförening som sakta men säkert styckade av gårdens åkrar och skogar till attraktiva tomter. Tomterna köptes främst som sommarstugetomter av välbärgade stockholmare, ofta knutna till någon frikyrklig organisation. Detta ledde till att Gribbylund snabbt fick en mycket kristen tradition och 1937 byggdes det första allianskapellet i Gribbylund. Allianskapellet var en ekumenisk kyrkolokal men främst driven av frälsningsarmén. Tomterna nära Gribbylunds gård och Viggbyholms station var de första att bebyggas, men efter ett tag spred sig bebyggelsen allt längre väster och norr ut. På grund av att Roslagsbanan aldrig drogs till Gribbylund var istället busstrafiken intensiv och redan på 1920-talet började de första Gribbylundsbussarna att gå.   
Efter allianskapellets byggnation och vidare in på 1940-talet började allt fler att bygga åretruntboenden i Gribbylund och många flyttade hit permanent. Gribbylunds gårds lantbruk lades helt ned och man startade istället folkskola i den gamla huvudbyggnaden. Den största byggnationsvågen kom på 1980- och 90-talet då de flesta gamla sommarstugetomterna köptes upp och gjordes om till villa- och radhustomter. Den mindre centrumanläggningen, Gribbylunds centrum, byggdes på 1980-talet och man byggde även en modern skola intill den gamla skolan. Allianskapellet övertogs av Svenska kyrkan vilka också byggde en förskola intill kapellet.

## Kollektivtrafik
Gribbylunds kollektivtrafik domineras av bussförbindelser, främst på grund av att Roslagsbanan aldrig drogs till centrala Gribbylund. Närmaste station på Roslagsbanan är Visinge station som ligger vid den västra gränsen till Gribbylund och hit går många av de boende i de västra delarna för att främst färdas till Stockholms innerstad. 
Den huvudsakliga kollektivtrafikförsörjningen för Gribbylund sköts av de två SL-busslinjerna 605 och 615. Buss 615 går numera från täbybadet i Skarpäng rakt igenom Gribbylund, via Gribbylunds centrum, och sedan vidare till Löttingelund och Arninge station. Buss 605 går mellan Gribbylund Centrum och Danderyds sjukhus. För stadspendlarna finns buss 609 som går sträckan Gribbylund-Danderyds sjukhus under rusningstid samt buss 610 som går utmed Gribbylunds västra delar.

## Skolor
Det finns två kommunala skolor i Gribbylund
- I Gribbylund ligger även Myrängen, som är en skola för år F-5 med integrerat fritidshem samt särskola.
- I Gribbylund Centrum ligger Ängsholmsskolan, som är en anpassad grund- och gymnasieskola.[3]

Täby Friskola har två skolor i Gribbylund/Löttingelund
- Lilla Gribbylundsskolan ligger vid Ängsholmsparken och har förskoleklass, klass 1 och fritidshem.
- Täby Friskola Gribbylund (F-5) används av elever från de norra delarna av Gribbylund, men själva skolan är belägen i intilliggande Löttingelund.[4]

Gribby Gårdsskolan som var en kommunal högstadieskola är numera nedlagd.